# Сосна обыкновенная
Сосна́ обыкнове́нная (лат. Pínus sylvéstris) — растение, широко распространённый вид рода сосна (Pinus) семейства Сосновые (Pinaceae). В естественных условиях растёт в Европе и Азии.

## Ботаническое описание

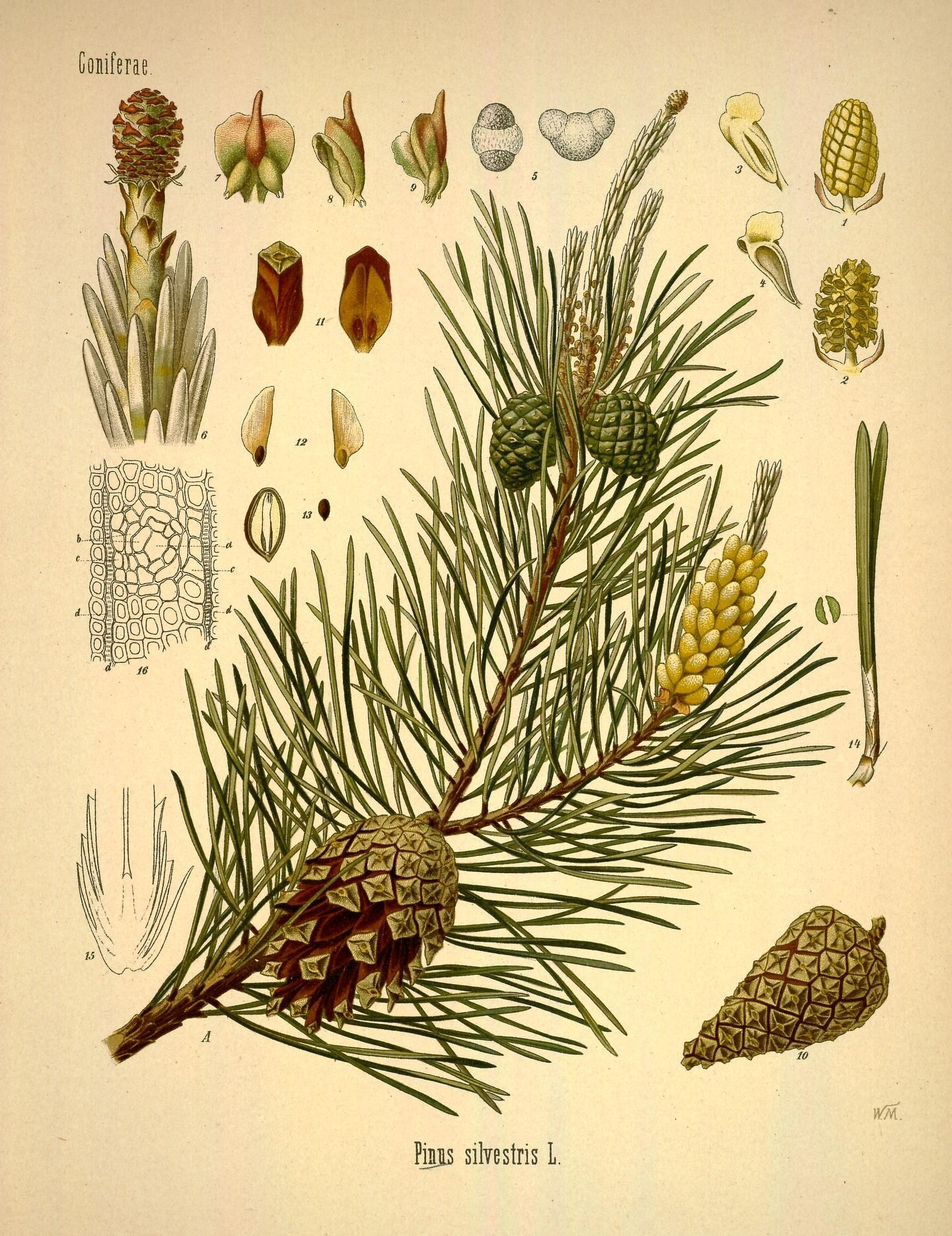

Дерево высотой 25—40 м. Диаметр ствола 0,5—1,2 м. Самые высокие деревья (до 45—50 м) растут на южном побережье Балтийского моря. Ствол прямой. Крона высоко поднятая, конусовидная, а затем округлая, широкая, с горизонтально расположенными в мутовках ветвями. Изгиб ствола может возникнуть при повреждении побега бабочкой побеговьюна зимующего (Rhyacionia buoliana) из семейства листовёрток (Tortricidae).
Кора в нижней части ствола толстая, чешуйчатая, серо-коричневая, с глубокими трещинами. Чешуйки коры образуют пластины неправильной формы. В верхней части ствола и на ветвях кора тонкая, в виде хлопьев (шелушится), оранжево-красная.
Ветвление одномутовчатое. Побеги вначале зелёные, затем к концу первого лета становятся серо-светло-коричневыми.
Почки яйцевидно-конусообразные, оранжево-коричневые, покрыты белой смолой чаще тонким, реже более толстым слоем.
Хвоинки расположены по две в пучке, (2,5-) 4—6 (-9) см длиной, 1,5—2 мм толщиной, серо- либо сизовато-зелёные, как правило, слегка изогнутые, края мелкозубчатые, живут 2—6 (-9) лет (в Средней России 2—3 года). Верхняя сторона хвоинок выпуклая, нижняя желобчатая, плотная, с хорошо заметными голубовато-белыми устьичными линиями. У молодых деревьев хвоинки длиннее (5—9 см), у старых короче (2,5—5 см). Влагалище листа плёнчатое, серое, 5—8 мм, с возрастом медленно разъедается до 3—4 мм.
Мужские шишки 8—12 мм, жёлтые или розовые. Женские шишки (2,5-) 3—6 (-7,5) см длиной, конусообразные, симметричные или почти симметричные, одиночные или по 2—3 штуки, при созревании матовые от серо-светло-коричневого до серо-зелёного; созревают в ноябре — декабре, спустя 20 месяцев после опыления; открываются с февраля по апрель и вскоре опадают. Чешуйки шишек почти ромбические, плоские или слабовыпуклые с небольшим пупком, редко крючковатые, с заострённой верхушкой. Семена чёрные, 4—5 мм, с 12—20-миллиметровым перепончатым крылом. В обычном равнинном сосновом лесу на 1 га ежегодно выпадает в среднем около 120 млн семян, из них вырастает примерно 10 млн сеянцев, однако в столетнем сосняке на 1 га растёт всего 500—600 деревьев.
Жизненная форма: 
По Раункиеру:  мега-, мезофанерофит. 
По Серебрякову: наземное кронообразующее, с подземными корнями, прямостоячее, деревья лесного типа. 
По Зазулину: реддитивные, постоянные вечнохвойнозеленые. 
По Смирновой: моноцентрическая.
|                                                           |  |  |  |  |
| Мужские шишки; женская шишка; семена; сеянцы; форма кроны |  |  |  |  |

## Распространение и среда обитания

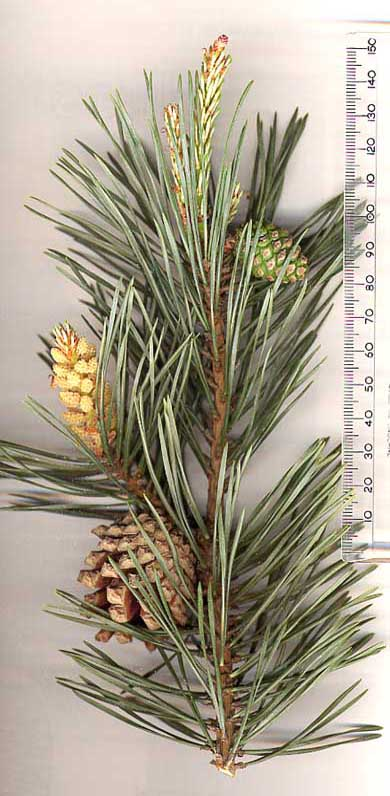
Побег с шишками разного возраста.

Широко распространённое дерево в Евразии, начиная с Испании и Великобритании и далее на восток до бассейна реки Алдан и среднего течения Амура в Восточной Сибири. На севере сосна обыкновенная растёт вплоть до Лапландии, на юге встречается в Монголии и Китае.
Образует как чистые насаждения, так и растёт вместе с елью, берёзой, осиной, дубом; малотребовательная к почвенно-грунтовым условиям, занимает часто непригодные для других видов площади: пески, болота. Приспособлена к различным температурным условиям. Отличается светолюбием, хорошо возобновляется на лесосеках и пожарищах, как основной лесообразователь широко используется в лесокультурной практике во всех климатических зонах. На севере ареала поднимается на высоту до 1000 м над уровнем моря, на юге до 1200—2500 м над уровнем моря.

## Таксономия
Pinus sylvestris L., 1753, Species Plantarum 2: 1000 — сосна лесная (в переводе с латинского).

Синонимы
- Pinus binatofolio Gilib.
- Pinus borealis Salisb.
- Pinus cretacea Kalen.
- Pinus ericetorum Thore
- Pinus erzeroomica Calvert ex Gordon
- Pinus fominii Kondr.
- Pinus frieseana Wich.
- Pinus genevensis Carrière
- Pinus genovensis Garsault
- Pinus hagenaviensis K.Koch
- Pinus krylovii Serg. & Kondr.
- Pinus lapponica (Hartm.) Mayr
- Pinus montana Hoffm.
- Pinus mughus Jacq.
- Pinus resinosa Savi
- Pinus rigensis Loudon
- Pinus rubra Mill.
- Pinus tartarica Mill.

### Разновидности
В разных частях ареала учёными выделены разновидности сосны обыкновенной, а также морфологические и экологические формы — экотипы, которые бывают характерны для определённых районов произрастания.
В настоящее время учёными рассматриваются 3 действительных подвида сосны обыкновенной:
- Pinus sylvestris var. hamata Steven — растёт на Балканском полуострове, в северной Турции и Закавказье, на высоте 500—2600 м над уровнем моря.
- Pinus sylvestris var. lapponica — растёт в Норвегии, Швеции, Финляндии и примыкающих территориях России севернее 65° северной широты (север Карелии и Мурманская область). На Соловецких островах в Белом море её рост составляет до 30 м[7]. Хвоя более короткая и жёсткая. Семена желтовато-коричневые. Нередко образует кустарниковую стелющуюся форму[8].
- Pinus sylvestris var. mongolica Litv. — растёт в Монголии, северо-западном Китае и южной Сибири, на высоте 300—2000 м над уровнем моря. Занимает большие территории в Забайкалье, в других местах предпочитает сухие и песчаные почвы. В заповеднике Сохондо в Забайкалье растёт дерево высотой 42 м[7].

### Экотипы
В связи с широким ареалом сосны обыкновенной, простирающимся на значительно экологически отличных районах, данный вид характеризуется весьма значительным количеством, до 30 выделяемых экологами, экотипов. Например, в бассейне реки Ангара произрастает ангарская сосна — экотип сосны обыкновенной.
Формирование в естественных условиях отличительных экотипов способствовало появлению большого количества научных названий-синонимов вида, которые в настоящее время имеют статус nom. illeg. или nom. inval. и не используются в систематике.

### Сорта
Многие декоративные медленнорастущие сорта сосны обыкновенной являются соматическими мутациями и получены путем черенкования побегов ведьминым мётел и посева собранных с них семян.
- 'Globosa Viridis' (Возможно это синоним Pinus nigra subsp. laricio 'Globosa Viridis'[10]). Медленнорастущая форма. Форма кроны у молодого растения шаровидная, позже — пирамидальная, часто неравномерная. Высота взрослого дерева — 2,5 м, диаметр — 1,8 м. Декоративна за счет округлой, густой кроны, тёмно-зелёной, более длинной (чем у номинальной формы) хвои. Ветви плотные, доходящие до земли. Эффект «плюшевости» создаётся хвоей двух размеров: длинной (до 10 см) прошлогодних и короткой — иголок текущего года. Молодая хвоя, появившись поздно летом, успевает вырасти только наполовину. Она заканчивает свой рост в следующем сезоне. Лучше развивается на открытых солнечных местах. К почвам не требовательна. Во избежание повреждения кроны под тяжестью снега рекомендуется на зиму устраивать каркасы, особенно в молодом возрасте. При влажной и затяжной осени рекомендуется проводить профилактические опрыскивания фунгицидами[11].

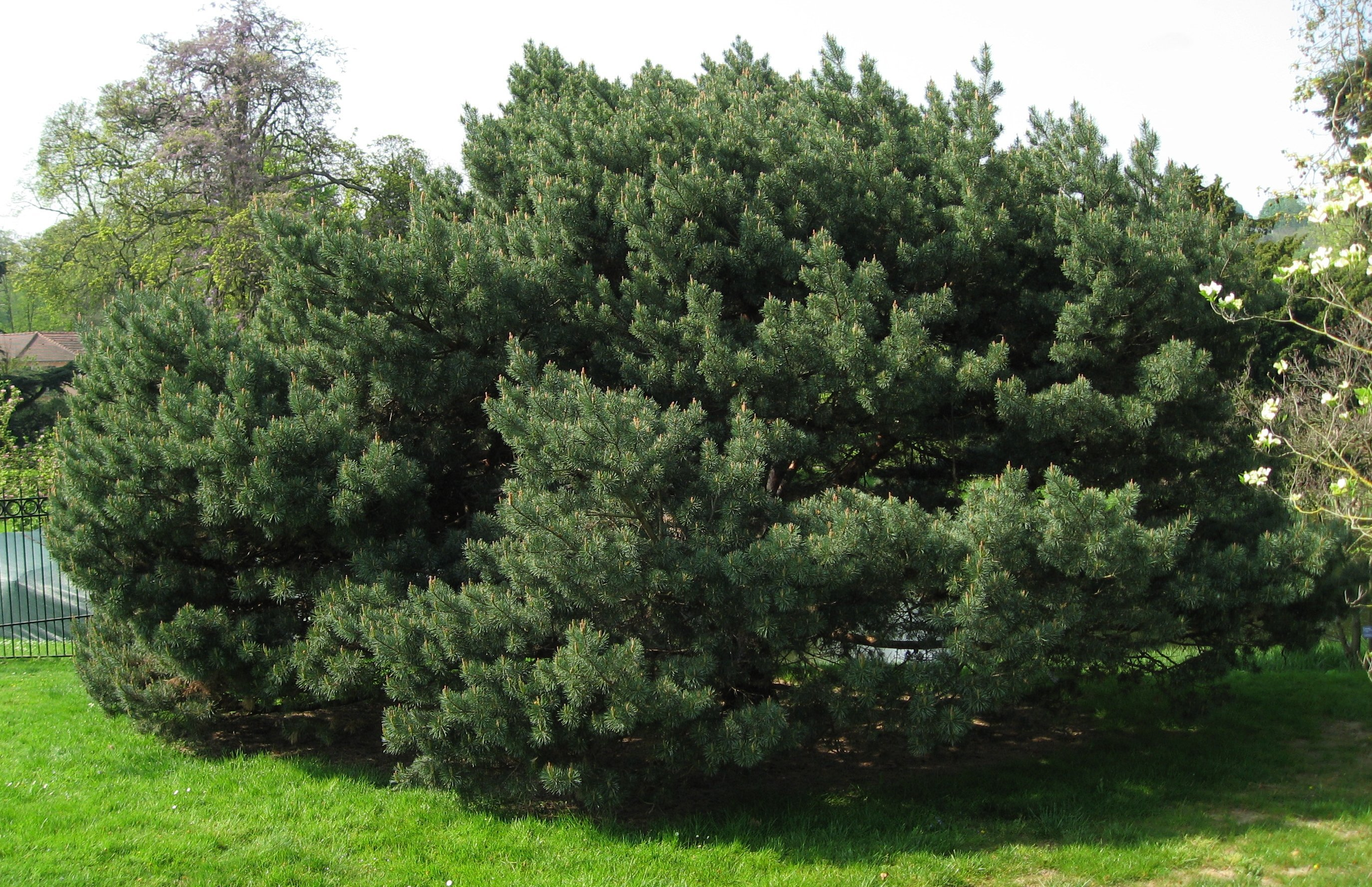
'Watereri'

- 'Watereri' Anthony Waterer, 1865. Syn.: Pinus sylvestris watereri, 1902; Pinus sylvestris f. pumila 1891; Pinus sylvestris 'Nana', 1937 гг..
 Найдена Энтони Ватерером в Англии в питомнике Кнап Хилл. В настоящее время найденный экземпляр продолжает расти там же. Относительно медленнорастущая, карликовая форма. Высота 3—4 метра, ширина такая же. С годами достигает высоты 7,5 м. Крона вначале ширококеглевидная, позже широко-коническая. Концы ветвей направлены вверх, годовой прирост около 5 см. Почки острояйцевидные, смолистые. Иголки 25—40 мм длиной, голубовато-серые, тонкие, жёсткие, закрученные; влагалища белые или коричневые, неопадающие[12].

## Хозяйственное значение и применение

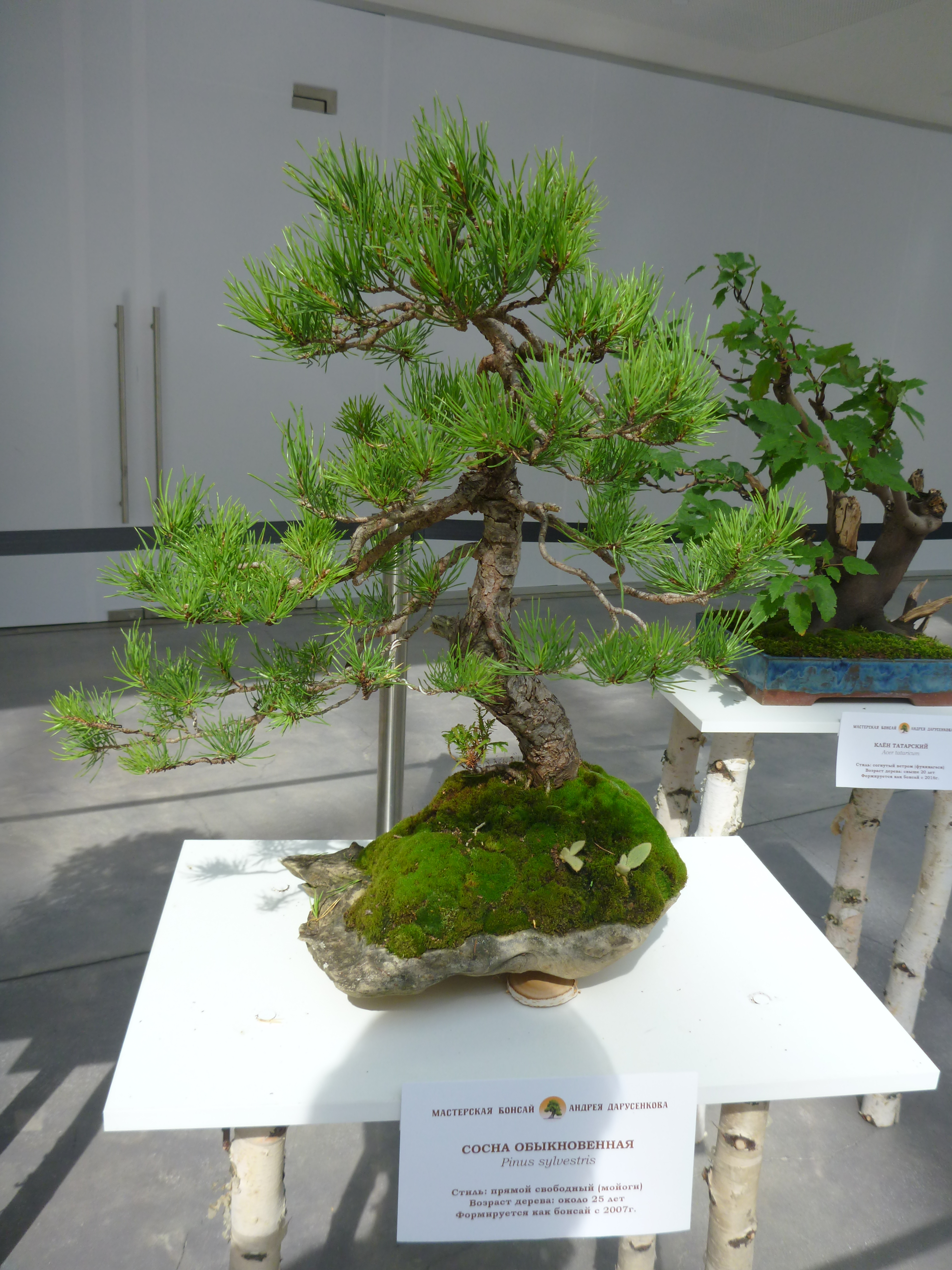
Сосна обыкновенная в форме бонсай

### Использование древесины
Древесина сосны обыкновенной очень смолиста и прочна, используется в жилищном и гидротехническом строительстве, в столярных и плотницких работах, для изготовления шпона, фанеры.
Сосновые опилки служат сырьём для производства гидролизного спирта.
Высокая смолистость древесины препятствует получению из неё целлюлозы.
Запас древесины в средневозрастных сосняках I—III бонитета — 330—600 м³/га.
Корни, очень гибкие в свежем состоянии, становятся крепкими и упругими при высыхании; из них изготавливают различную плетёную утварь, например, плетёные сосуды.
|                                                                      |  |
| Кора взрослого дерева в нижней части ствола. Поперечный спил ствола. |  |

### Сырьё для химической промышленности
Сосна является источником множества веществ и продуктов, широко используемых человеком.
Смола — живица, образующаяся в смоляных ходах, пронизывающих древесину и кору в горизонтальном и вертикальном направлениях, и добываемая при подсочке, является ценным сырьём для химической промышленности. Собранную живицу плавят и фильтруют, освобождая от воды и посторонних примесей. Очищенная живица называется терпентином. При перегонке с водяным паром из живицы отгоняется около 25 % эфирного масла, называемого живичным скипидаром, после очистки которого получают очищенное терпентинное масло. После отгонки эфирного масла остаётся смола — канифоль. Скипидар и канифоль могут быть подвергнуты более глубокой переработке с целью получения лаков, растворителей, ароматизаторов, клеящих веществ, люстров и других продуктов. Количество смолы и скипидара зависит от возраста деревьев, характера почвы и климатических условий. Канифоль, получаемая при переработке живицы, применяется в мыловаренной, бумажной, резиновой и лакокрасочной промышленности, а также для натирания смычков и струн музыкальных инструментов.
При сухой перегонке древесины и пней вначале получают скипидар лучшего качества, затем технический, дёготь и древесный уксус. В перегонном котле остаётся уголь.

### Использование в медицине
Почки сосны обыкновенной (лат. Turiones Pini) в качестве лекарственного сырья заготовляют зимой или ранней весной (февраль — март), срезая секаторами или ножами в виде коронок с остатком стебля около 3 мм, сушат на чердаках или под навесами с хорошей вентиляцией, разложив тонким слоем на бумаге или ткани (нельзя сушить на чердаках под железной крышей и в сушилках). Применяют как дезинфицирующее, противокашлевое, диуретическое средство в сборах и для ванн.
Хвою сосны (лат. Folium Pini) собирают в виде «лапок» на лесосеках во время рубок. Хвоя содержит до 1 % эфирного масла, до 0,2 % аскорбиновой кислоты, смолу, дубильные вещества. Из хвои, молодых побегов и шишек получают сосновое масло (Oleum Pini), которое входит в состав препаратов «Пинабин» и «Фитолизин», применяемых как противовоспалительные и спазмолитические средства и при почечнокаменной болезни. Масло используют для ингаляций при заболеваниях лёгких и для освежения воздуха в служебных и жилых помещениях, больничных палатах, детских садах, школах, в саунах. Из хвои производят сосновый экстракт для укрепляющих ванн.
Очищенная живица сосны обыкновенной — терпентин (лат. Terebinthina communis) применяется для производства пластырей. Масло терпентинное очищенное (скипидар) (лат. Oleum Terebinthinae rectif icatum) широко применяется в медицине.

### Использование в декоративном садоводстве
Сорта сосны обыкновенной популярны в качестве не требовательных и декоративных садовых растений. Видовым растениям посредством формирования обрезкой и растяжками придают разнообразные формы в японской традиции ниваки.

### Прочее
Один из важнейших зимних кормов европейского лося (Alces alces). В бесснежный период питательная ценность хвои и побегов в 3—4 раза меньше, чем у лиственных пород, а содержание клетчатки достигает максимума. В снежный период питательная ценность сосны не уступает иве и осине. По данным нескольких авторов хвоя содержит 5,5—7,7 % протеина, 5,3—12,2 % жира, 13,6—33,2 % клетчатки. Вместе с хвоей лоси скусывают побеги длиной 10—15 см и диаметром 1 см. Наиболее охотно поедаются молодые деревья на вырубках, а также верхние части крон поваленных деревьев. Кору по сравнению с лиственными породами лоси поедают менее охотно. Роль сосны в зимнем питании зависит от района и её обилия. По наблюдениям в Ленинградской области при достаточном количестве ивы и осины лоси могут благополучно существовать без неё. В таких районах доля поедей в первой половине зимы не превышает 2,2 %, а в течение всего сезона 7,6 %. В районах, где сосна занимает большие площади, она становится одним из важнейших зимних кормов, который позволяет поддерживать в течение нескольких лет высокую популяцию животных. В таких условиях лоси начинают поедать сосну в первой половине октября, а в ноябре она может составлять более 60 % от съеденного корма.